# Aernout van Lennep
Aernout van Lennep, född 23 februari 1898 i Den Helder, död 17 december 1974 i Haag, var en nederländsk ryttare.
Han blev olympisk silvermedaljör i fälttävlan vid sommarspelen 1932 i Los Angeles.